# لافورس، کبک
لافورس (به فرانسوی: Laforce) شهری در منطقه شهری تمیسکامنگ ناحیه آبیتیبی-تمیسکامنگ در استان کبک کانادا است. در سرشماری سال ۲۰۱۱ این شهر ۴۵۵ نفر جمعیت داشته‌است و مساحت آن ۶۱۲٫۶۵ کیلومتر مربع است.